# L'arbre de la vida (pel·lícula de 1957)
 L'arbre de la vida  (original: Raintree County) és una pel·lícula estatunidenca dirigida per Edward Dmytryk, estrenada el 1957 i doblada al català

## Argument
El 1862, a Freehaven, comtat de Raintree, els estudiants acaben el seu any posant per la foto de classe. Entre ells, John Wickliff Shawnessy i Nell Gaither, amics d'infantesa, s'estimen. El professor Jerusalem Webstern Stiles explica als seus estudiants la llegenda local, la de l'Arbre de la vida, l'arbre mític de fulles d'or, que donaria a qui el troba el secret de la vida. John, jove idealista, decideix de trobar-lo i recorre les maresmes a la seva cerca. Però s'extravia i està a punt d'ofegar-se. De retorn a la ciutat, renuncia a la seva investigació i torna a fer la seva vida insaciable.

Temps més tard, en una festa de la Independència, John coneix Susanna Drake vinguda de Nova Orleans. S'enamora ràpidament de la bonica sudista i quan aquesta li anuncia que està embarassada, el jove decideix casar-s'hi. En la seva lluna de mel a Nova Orleans, Susanna descobreix que el seu marit és un abolicionista, i impactada, proclama nerviosament que no hi ha res pitjor que tenir una gota de sang negra a la sang, i això, malgrat l'autèntica estimació que tenia per la seva dida negra Henrietta, avui morta.
John comprova que la seva dona està turmentada pel seu passat. Visitant les ruïnes de la plantació de Susanna, John s'assabenta que va sobreviure de nena a un incendi que va destrossar la seva casa emportant-se els seus pares i la seva dida Henrietta. Aprèn igualment que la mare de Susanna era dement i la possibilitat d'heretar la malaltia obsedeix Susanna.

 Tornen a Raintree, els anys passen, els Shawnessy tenen un fill, Jim, i viuen en una aparença de felicitat. El naixement del seu fill va revifar els seus turments, els problemes de comportament són cada cop més freqüents en Susanna. En una escena, la jove declara que és responsable de la mort dels seus pares. De nena, adonant-se que el seu pare estava enamorat d'Henrietta, Susanna hauria revelat per una frase a mitges dirigida a la seva mare la relació del seu pare. Aquella nit, en un atac de bogeria, la seva mare cala foc a la cambra d'Henrietta, l'incendi s'estén per la casa atrapant els seus pares i la dida. Susanna sempre s'ha sentit responsable de la tragèdia.

Malgrat tot l'amor i el suport que li dona John, Susanna fuig amb el seu fill cap al Sud. La Guerra de Secessió esclata i John ha de marxar al front. Troba amics de Raintree, Flash i Stiles, en el camp de batalla. La seva companyia s'acosta a la regió on vivia Susanna, troba el seu fill i li anuncia que la seva dona és afectada de bogeria, i és internada en un asil. Al final de la guerra, John va a buscar la seva dona i la porta amb ells.
Apaivagada, Susanna s'adona de l'amor que Nell Gaither té cap al seu marit i la serenitat que podria aportar a la seva família. Un vespre, marxa a buscar els somnis enterrats de John i després de dir adéu al seu fill es dirigeix cap a les maresmes a trobar l'Arbre de vida. El seu fill la segueix. L'endemà, descobrint la seva desaparició, John organitza partides per trobar-los. Susanna és descoberta ofegada. Més tard, trobarà el seu fill adormit al peu d'un arbre, el gran Arbre daurat brillant en la llum del sol.

## Repartiment
- Montgomery Clift: John Wickliff Shawnessy
- Elizabeth Taylor: Susanna Drake Shawnessy
- Eva Marie Saint: Nell Gaither
- Nigel Patrick: El professor Jerusalem Webstern Stiles
- Lee Marvin: Orville « Flash » Perkins
- Rod Taylor: Garwood B. Jones
- Agnes Moorehead: Ellen Shawnessy
- Walter Abel: T.D. Shawnessy, el pare de John
- Jarma Lewis: Barbara Drake
- Tom Drake: Bobby Drake
- Rhys Williams: Ezra Gray
- Russell Collins: Niles Foster
- DeForest Kelley: l'oficial sudista
- John Eldredge: el cosí Sam
- Ruth Attaway: Parthenia
- Oliver Blake: Jake, el barman
- Don Burnett: Tom Conway
- Isabel Cooley: Soona
- Jack Daly: el fotògraf
- Rosalind Hayes: Bessie

## Al voltant de la pel·lícula
La Metro-Goldwyn-Mayer, amb l'esperança de fer un nou Allò que el vent s'endugué i de renovar el seu triomf, havia comprat els drets del best-seller de 1.100 pàgines de Ross Lockridge Jr., Raintree County, escrit el 1948. Diveros guionistes van treballar en la seva adaptació durant sis anys i els realitzadors William Wyler i Richard Brooks van ser considerats abans de confiar la direcció a Edward Dmytryk.
La pel·lícula ser sovint presentada com la versió ianqui de la pel·lícula de Victor Fleming, però serà clarament inferior al seu cèlebre model.
Es van construir decorats sencers a Culver City, Califòrnia en el lot Número 3 dels estudis de la MGM. Així la ciutat de Freehaven va ser realitzada a partir d'uns decorats de western als quals es van afegir diversos edificis com l'Ajuntament de Freehaven i la seva torre del rellotge.
. El 1971, el lloc de l'Arbre de vida va ser venut a promotors, els decorats van ser tirats a terra i van emergir nous immeubles batejats Raintree condominiums en homenatge a la pel·lícula.

La pel·lícula també va ser rodada a Nova Orleans, Natchez, Mississipi i a Danville, Kentucky.
L'Arbre de vida va costar el rècord de 6 milions de dòlars, un pressupost rarament igualat per una pel·lícula MGM rodada als Estats Units. La pel·lícula va tenir poc èxit i va recollir dèbils beneficis.
La pel·lícula va ser rodada en un nou format anomenat « MGM Camera 65 », que no es va tornar a utilitzar fins al 1959 a la pel·lícula Ben Hur de William Wyler. Més tard, el procés va ser rebatejat « Ultra Panavision 70 ».

## Nominacions
- 1958. Oscar a la millor actriu per Elizabeth Taylor
- 1958. Oscar a la millor direcció artística per William A. Horning, Urie McCleary, Edwin B. Willis i Hugh Hunt
- 1958. Oscar al millor vestuari per Walter Plunkett
- 1958. Oscar a la millor banda sonora per Johnny Green
- 1958. Globus d'Or al millor actor secundari per Nigel Patrick